# رود سوژ
رود سوژ (انگلیسی: Sozh) رودخانه‌ای است که در روسیه، بلاروس و اوکراین جریان دارد. این یکی از شاخه‌های سمت چپ رود دنیپر است. سوژ از گومل، دومین شهر بزرگ بلاروس می‌گذرد.